# Pantano de Asmat
El pantano de Asmat es una zona húmeda en la costa sur de Nueva Guinea, que se encuentra dentro de lo que hoy es la provincia de Papúa en el este de Indonesia. A veces se afirma que es el mayor humedal aluvial en el mundo, algunas fuentes estiman que posee una superficie de unos 30 000 km². Es atravesado por numerosos ríos y arroyos, y grandes áreas están bajo el agua durante la marea alta.
Ecológicamente el pantano es diverso. Las zonas costeras fangosas están dominadas por manglares y palmeras nypa. En el interior, donde el pantano es de agua dulce, otros tipos de vegetación son más comunes, incluyendo vegetación herbácea, pastos y bosques. Una parte importante de la ciénaga está constituida por turberas. Es el hogar de una gran variedad de animales, incluyendo peces de agua dulce, cangrejos, langostas, camarones, cocodrilos, serpientes de mar, lagartos y palomas.